# Генічеськ (тральщик-шукач мін)
«Генічеськ» (M***) (до 2025 року «Zr.Ms. Makkum» (M857)) — мінний мисливець класу «Алкмар» Військово-морських сил України, раніше Військово-морських сил Нідерландів.
«Zr.Ms. Makkum» був побудований на верфі Van der Giessen de Noord в Алблассердамі. Він був першим кораблем, названим на честь фризького міста Маккюм.
25 листопада 2024 року корабель був виведений з експлуатації нідерландськими військово-морськими силами. Після технічного обслуговування його також буде передано Україні під назвою «Генічеськ» приблизно у 2025 році.